# Acrapex minima
Acrapex minima là một loài bướm đêm trong họ Noctuidae.